# Premi Wepler
El premi Wepler és un premi literari creat l'any 1998 a la iniciativa de la llibreria de les Abbesses, amb el suport de la Fundació La Poste, i de la Brasserie Wepler (place Clichy, 18è districte de París) i que distingeix, al mes de novembre, un autor contemporani. Funciona amb un sistema de jurat rotatori.

## Guanyadors

### Premi Wepler
- 1998 - Florence Delaporte, Je n'ai pas de château
- 1999 - Antoine Volodine, Des anges mineurs
- 2000 - Laurent Mauvignier, Apprendre à finir
- 2001 - Yves Pagès, Le Théoriste
- 2002 - Marcel Moreau, Corpus Scripti
- 2003 - Éric Chevillard, Le Vaillant Petit Tailleur
- 2004 - François Bon, Daewoo
- 2005 - Richard Morgiève, Vertig
- 2006 - Pavel Hak, Trans
- 2007 - Olivia Rosenthal, On n'est pas là pour disparaître
- 2008 - Emmanuelle Pagano, Les Mains gamines
- 2009 - Lyonel Trouillot, Yanvalou pour Charlie
- 2010 - Linda Lê, Cronos
- 2011 - Éric Laurrent, Les Découvertes
- 2012 – Leslie Kaplan, Millefeuille.
- 2013 – Marcel Cohen, Sur la Scène intérieure. Faits
- 2014 – Jean-Hubert Gailliot, Le Soleil
- 2015 – Pierre Senges, Achab (séquelles)
- 2016 – Stéphane Audeguy, Histoire du lion Personne

### Menció especial
La menció especial del Premi Wepler-Fundació La Poste recompensa una obra marcada per una audàcia, un excés, una singularitat que s'escapi a tota visió comercial.
- 1999 - Vincent de Swarte, Requiem pour un sauvage (Pauvert)
- 2000 - Richard Morgiève, Ma vie folle (Pauvert)
- 2001 - Brigitte Giraud, À présent (Stock)
- 2002 - Thierry Beinstingel, Composants (Fayard)
- 2003 - Alain Satgé, Tu n'écriras point (Seuil)
- 2004 - Jean-Louis Magnan, Anti-Liban (Verticales)
- 2005 - Zahia Rahmani, « Musulman » Roman (Sabine Wespieser)
- 2006 - Héléna Marienské, Rhésus (POL)
- 2007 - Louise Desbrusses, Couronnes boucliers armures (POL)
- 2008 - Céline Minard, Bastard Battle (Leo Scheer)
- 2009 - Hélène Frappat, Par effraction (Allia)
- 2010 - Jacques Abeille, pour l'ensemble de son œuvre
- 2011 – François Dominique, Solène (Verdier)
- 2012 – Jakuta Alikavazovic, La Blonde et le Bunker (L'Olivier)
- 2013 – Philippe Rahmy, Béton armé (La Table ronde)
- 2014 – Sophie Divry, La Condition pavillonnaire (Noir sur Blanc)
- 2015 – Lise Charles, Comme Ulysse (POL)
- 2016 – Ali Zamir, Anguille sous roche (Le Tripode)